# Philippe Val
Cet article possède un paronyme, voir Philippe Wahl.
Pour les articles homonymes, voir Val.
Philippe Val, né le 14 septembre 1952 à Neuilly-sur-Seine, est un journaliste, chroniqueur, humoriste, écrivain, auteur-compositeur-interprète et chansonnier français.
Dans les années 1970, il est un chanteur engagé, en duo avec Patrick Font, dans le duo Font et Val.
Il a été à la tête du journal Charlie Hebdo durant dix-sept ans, en tant que rédacteur en chef (1992-2004) puis comme directeur de publication (2004-2009), puis il a dirigé France Inter de 2009 à 2014.

## Biographie
Philippe Val, né à Neuilly-sur-Seine le 14 septembre 1952, d'un père boucher, René Vol devenu Val et d'une mère coiffeuse, est le dernier d'une fratrie de quatre enfants.

### Première carrière comme chanteur et humoriste
Il arrête ses études à 17 ans et se lance dans la chanson, pour vivre de ses prestations lors de soirées dans les cabarets puis les cafés théâtre. Il est inspiré par Georges Brassens, Léo Ferré ou Jacques Brel qu'il écoutait petit à la radio et allait voir à Bobino. En 1973, il collabore avec la chanteuse Anne Vanderlove pour son disque Non, ouvertement engagé et antimilitariste. Il fait ensuite la rencontre de Patrick Font, avec qui il forme le duo de chansonniers Font et Val qui fait carrière entre 1970 et 1996. Ensemble, ils obtiennent un relatif succès en produisant leurs spectacles à la Pizza du Marais, au Théâtre de Dix heures, ainsi qu'au Vrai Chic Parisien, et lors de nombreuses tournées en France. Ils sont accompagnés par Paul Castanier (jusqu'en 1989) et Emmanuel Binet (basse). Toutefois, au début des années 1980, il arrive que Philippe Val se produise aussi — en particulier à Paris et à l'Espace Gaîté — sans Patrick Font mais en compagnie de son épagneul Jeff, « le seul chien au monde à chanter du Charles Trenet ».
En 1982, sa signature apparaît sous une pétition de soutien aux inculpés de l'affaire de pédocriminalité du Coral. Mais, en 2020, Philippe Val affirme au magazine Valeurs actuelles que son nom a été ajouté sans son accord.
En 1992, il devient chroniqueur à France Inter, d’abord chez Jean-Luc Hees, dans l’émission Synergie, puis aux côtés de son successeur, Albert Algoud (dans l'émission La partie continue) et de Frédéric Bonnaud (dans l'émission Charivari).
Engagé à gauche, Philippe Val participe aux galas de financement du journal Libération, puis collabore au journal pour quelques reportages. C'est ainsi qu'il rencontre Cabu.
En 1996, Patrick Font est poursuivi par le tribunal correctionnel d'Annecy pour attouchements sexuels sur douze élèves de l'école du spectacle qu'il dirigeait. Philippe Val affirme n'avoir jamais rien su des agissements de Font, ce qui sera confirmé par ce dernier. Il rompt également tout lien avec celui qui avait été son partenaire de scène pendant vingt-cinq ans.
Par la suite, parallèlement à son travail dans la presse et à la radio, Philippe Val continue son activité de musicien. Dans les années 1990, il sort deux albums : Paris-Vincennes en 1996 et Hôtel de l’univers en 1999. En 2004, il sort un album intitulé Philippe Val.

### Direction deCharlie Hebdo
En 1992, il refonde avec Cabu, après la brève aventure de La Grosse Bertha, le nouveau Charlie Hebdo, héritier du mythique journal des années 1970, et en devient le rédacteur en chef. Par la suite, après la mort de Gébé en avril 2004, il exerce les fonctions de directeur de la rédaction et de directeur de la publication. Il y publie chaque semaine un éditorial dans lequel il pousse des « coups de gueule ». En octobre 1997, Philippe Val se fait casser la mâchoire et plusieurs dents par deux militants anti-IVG qui l’attendaient devant la Maison de la Radio, au sortir de l’émission de Christophe Dechavanne intitulée « Trop de débauche ou trop de morale ».
Ses positions politiques sont alors alignées avec celles des intellectuels de gauche de l'époque, soutenant régulièrement ATTAC ou Le Monde diplomatique, et militant contre le Front national et les intégristes catholiques. Il prend aussi régulièrement des positions qui détonnent avec l'orientation politique de l'hebdomadaire, se montrant favorable aux bombardements de l'OTAN lors de la guerre du Kosovo en 1999 alors que Charlie Hebdo est traditionnellement antimilitariste, ou encore au Traité de Maastricht en 1992.
Son opposition à l'islamisme devient plus marquée à partir des attentats du 11 septembre 2001, tout comme sa dénonciation de ce qu'il qualifie d'« antisémitisme caché de la gauche propalestinienne ». Il critique alors ouvertement Noam Chomsky qui prône lui une liberté d'expression absolue incluant les théories négationnistes. Cette opposition à l'islamisme s'incarne dans la publication des caricatures de Mahomet par Charlie Hebdo en 2006. Si l'épisode lui fait acquérir une plus grande notoriété médiatique, il polarise aussi nombre de ses anciens soutiens de la gauche radicale.
Val licencie de l'hebdomadaire le caricaturiste Siné le 15 juillet 2008, avec l'approbation du directeur adjoint de la rédaction Bernard Maris, du rédacteur en chef Gérard Biard et du rédacteur en chef adjoint Charb. Siné est alors accusé par Val d'avoir tenu des propos antisémites à l'encontre de Jean Sarkozy dans les pages mêmes du journal deux semaines plus tôt. Ce qui devient alors l'« Affaire Siné » agite le milieu journalistique et intellectuel français, entre pro-Val et pro-Siné. Le journal dirigé par Val est finalement condamné en 2010 pour licenciement abusif, alors que les procès intentés à Siné pour antisémitisme se soldent par des non-lieu en 2013. Lors de cette affaire médiatique, plusieurs de ses soutiens historiques issus de l'altermondialisme se détournent de lui, alors qu'au contraire certains de ses opposants réguliers lui apportent leur soutien.
En janvier 2015, après l'attentat contre Charlie-Hebdo, il propose de revenir au journal, mais la nouvelle rédaction décline son offre. Il publie le livre témoignage C’était Charlie fin 2015 qui retrace ses années à la tête du journal, mais certains anciens du journal comme Denis Robert lui reprochent « de nombreuses inexactitudes, erreurs et contrevérités » sur l'histoire du journal,.

### Direction de France Inter
En parallèle à son travail à Charlie Hebdo, Philippe Val intervient fréquemment dans les émissions de Radio France. Il est donc régulièrement invité dans Le Premier pouvoir, émission de critique des médias sur France Culture. En 2006-2007, il participe tous les vendredis à l'émission hebdomadaire de José Artur et David Glaser Inoxydable sur France Inter. À partir de septembre 2007, il donne une chronique hebdomadaire dans Le Sept dix de France Inter.
Le 12 mai 2009, il rejoint son ami Jean-Luc Hees à Radio France et quitte alors ses fonctions à la tête de Charlie Hebdo. Sa décision de quitter ce journal aurait « déjà été prise à l'issue du procès » des caricatures de Mahomet. Hees le nomme directeur de France Inter en remplacement de Frédéric Schlesinger le 17 juin 2009, une nomination qui est décrite comme étant due à l'intervention de Carla Bruni-Sarkozy auprès de son époux,,,. Sa nomination à la tête de France Inter sous la présidence de Nicolas Sarkozy intervient au terme d'un long divorce avec la gauche radicale. Il est alors particulièrement vilipendé dans ces milieux politiques, et qualifié notamment de « traître à la gauche ».
Deux heures après sa nomination à France Inter, Philippe Val renvoie Frédéric Pommier, qui faisait chaque matin la revue de presse. La raison officielle serait une mauvaise hiérarchisation de l'information. Mais, d'après Télérama, Arrêt sur images et d'autres médias, dont Libération, qui tiennent leurs sources de l'intersyndicale des journalistes de France Inter, Val n'aurait pas apprécié que Pommier cite Siné Hebdo dans sa revue de presse,,,.
Le 17 juin 2010, les journalistes de France Inter votent à la majorité une motion contre Philippe Val. Ils expriment leur « colère face aux choix et aux méthodes de Philippe Val ». Ils s'inquiètent notamment de « l'ampleur des changements projetés et considèrent qu'à ce jour le lien de confiance indispensable entre la rédaction et la direction a été rompu. ».
Les reproches contre lui deviennent plus virulents lorsque, le 23 juin 2010, il fait licencier de France Inter Stéphane Guillon et Didier Porte. En se séparant de deux humoristes vedettes qui assuraient le pic d'audience de la station, il se voit reprocher une collusion avec la présidence de la République,,,.
Par ailleurs, de nombreuses émissions, dont Rue des Entrepreneurs, Allô la planète ou Système disque, sont supprimées entre avril et juin 2010.
Les critiques envers Philippe Val commencent déjà en octobre 2010, lorsque c'est l'humoriste Gérald Dahan qui est écarté après une chronique hostile à la garde des Sceaux Michèle Alliot-Marie.
En 2011, le conseil des prud'hommes de Paris qualifie l'éviction de Stéphane Guillon d'irrégulière et condamne Radio France à lui verser 212 000 euros de dommages-intérêts, montant qui est augmenté de 23 000 euros par la cour d'appel de Paris au titre du préjudice moral. En 2012, Radio France est également condamnée par le même conseil des prud'hommes à verser quelque 252 000 euros à Didier Porte pour « licenciement sans cause réelle et sérieuse ».
Le 22 mai 2014, le nouveau PDG de Radio France, Mathieu Gallet, annonce le remplacement immédiat de Philippe Val par son adjointe, Laurence Bloch.

### Chroniqueur à Europe 1 et Léman Bleu
À la rentrée 2021, il rejoint l'antenne d'Europe 1, dont la grille a été fraîchement remaniée, pour y présenter chaque vendredi un édito aux alentours de 7 h 40, dans la matinale de Dimitri Pavlenko.
La même année, il rejoint également la chaîne de télévision locale genevoise Léman bleu pour l’émission de débats Le Poing diffusée chaque mercredi soir.

## Prises de positions publiques
Selon lui, il existerait un poujadisme de gauche. Il soutient que l'extrême gauche « n'est pas parvenue à exorciser » son démon que fut son positionnement « antidreyfusard » et qu'elle n'est pas toujours très lucide face à l'antisémitisme. Il se fait également l'écho des critiques relatives au MRAP sur ces questions (Charlie Hebdo no 715).
Lors d'une rencontre avec les Amis du Crif, Philippe Val affirme : « Le fait que le prix Pulitzer ait été attribué aux journalistes qui ont révélé l'affaire Snowden, est le symbole de la crise de la presse car Snowden est un traître à la démocratie ».
Philippe Val apporte son soutien au journal d'extrême droite Valeurs actuelles lors de son procès intenté par la député LFI Danièle Obono, tout en se disant en être « nullement proche », mais le faisant au nom de la « liberté de la presse et la liberté d'expression ». Selon lui, il s'agirait d'un « procès politique ».

## Critiques professionnelles
Une vive critique est adressée aussi au livre de Philippe Val Malaise dans l'inculture par Bernard Lahire dans son ouvrage Pour la sociologie, et pour en finir avec la prétendue culture de l'excuse.
Ses apparitions médiatiques et sa fréquentation des sphères de pouvoir lui valent des critiques et des railleries de la part de certains de ses confrères comme Bernard Langlois, Olivier Cyran, Daniel Mermet ou Serge Halimi,.

## Vie privée
Philippe Val a épousé le 20 décembre 2013 Bérénice Ravache, secrétaire générale de Radio France de 2010 à 2014, directrice de FIP depuis 2017, et il est père d'un fils né en 2014.

## Œuvres

### Publications
- Vingt Ans de finesse (Font & Val) avec Patrick Font, Paris, Le Cherche midi, 1992
- Allez-y, vous n'en reviendrez pas, Paris, Le Cherche midi, 1994
- Allez-y, vous n'en reviendrez pas, la suite, Paris, Le Cherche midi, 1996
- Fin de siècle en solde, Paris, Le Cherche midi, 1999
- No Problem !, Paris, Le Cherche midi, 2000
- Bonjour l'ambiance, Paris, Le Cherche midi, 2001
- Bons Baisers de Ben Laden, Paris, Le Cherche midi, 2004
- Les Années Charlie : 1969-2004 avec Cavanna, Paris, Hoëbeke, 2004
- Le Référendum des lâches : les arguments tabous du oui et du non à l'Europe, Paris, Le Cherche midi, 2005
- Traité de savoir survivre par temps obscurs, Paris, Éditions Grasset, 2007
- Les Traîtres et les Crétins : chroniques politiques, Paris, Le Cherche midi, 2007
- Reviens, Voltaire, ils sont devenus fous, Paris, Éditions Grasset, 2008
- Si ça continue, ça va pas durer, chroniques radiophoniques de France Inter illustrées par Catherine Meurisse, Paris, Les Échappés - France Inter, 2009
- Malaise dans l’inculture, Paris, Éditions Grasset, 2015
- C'était Charlie, Paris, Éditions Grasset, 2015
- Cachez cette identité que je ne saurais voir, Paris, Grasset, 2017
- Le Nouvel Antisémitisme en France (ouvrage collectif contenant un article de Val : "Le mépris de l'innocence"), Paris, Éditions Albin Michel, 2018
- Tu finiras clochard comme ton Zola, Paris, Éditions de l’Observatoire, 2019, Prix Jean-Jacques-Rousseau de l'autobiographie, 2019
- L'Europe ou rien, Paris, L'Observatoire, 2020
- Allegro Barbaro (roman), Paris, Éditions de l’Observatoire, 2020[54]
- Dictionnaire philosophique d'un monde sans Dieu, Paris, Éditions de l’Observatoire, 2022
- Rire, Paris, Éditions de l’Observatoire, 2024
- La gauche et l'antisémitisme, Paris, Éditions de l’Observatoire, 2025

### Discographie

#### Albums solo
1980 : Ma P'tite Chérie